# Klifchilia
De klifchilia of kuifchilia (Ochetorhynchus melanurus) is een zangvogel uit de familie Furnariidae (ovenvogels).

## Verspreiding en leefgebied
Deze soort is endemisch in Chili en telt twee ondersoorten:
- O. m. atacamae: het noordelijke deel van centraal Chili.
- O. m. melanurus: centraal Chili.

## Status
De grootte van de populatie is niet gekwantificeerd maar de soort wordt omschreven als schaars. Op de Rode lijst van de IUCN heeft deze soort de status niet bedreigd.